# Баево (Ардатовский район)
Ба́ево (эрз. Баеньбуе) — село в Ардатовском районе Мордовии. Административный центр Баевского сельского поселения.

## География
Граничит с Алатырским районом Чувашской Республики.
Расположено на реке Ладыге, в 12 км от районного центра и 4 км от разъезда Басово.

## История
Основано не позднее XVI века. В переписях мордвы Алатырского уезда (1624) впервые упоминается как Баева Старая на речке Пирлей Парасельского беляка.
Название-антропоним: имена Баюшка, Боюшка, Биюшка, Байка встречаются в «Атемарской десятне 1667—1670 гг.» и других актовых документах 17—18 вв.
В 1780 году деревня Подгородная Баева, при ключе, дворцовых крещёной мордвы, — в Алатырском уезде Симбирского наместничества.
На 1859 год деревня Подгородное Баево — удельных крестьян, в 89 дворах жило: 346 муж. пола и 359 жен. пола.
Традиционно село славится плотниками, столярами, украшающими резьбой дома.
В 1895 году прихожанами был построен деревянный храм (деревня Подгородное Баево стало называться село Баево). Престолов в нём два: главный (холодный) — в честь Покрова Пресвятые Богородицы и в приделе (тёплый) — во имя Святителя и Чудотворца Николая. Прихожан в с. Баево: в 130 дворах жило: 518 м. и 545 ж. Церк.- приход. попечительство открыто в 1896 г. Церковно-приходская школа существует с 1897 года, помещалась в собственном здании. 
По сведениям 1913 г., в Баево был 191 двор (1415 чел.), церковь (1895) и церковно-приходская школа (1897). С 1925 по 1930 год населённый пункт находился в составе Чувашской АССР.
В начале 1930-х гг. образован колхоз «Ударный», с 1959 г. — «Россия», с 1991 г. — им. С. Д. Эрьзи, с 1997 г. — СХПК, специализировался на выращивании зерновых и зернобобовых культур, сахарной свёклы. В настоящий момент СХПК не существует земли обрабатывает агрофирма «АгроАрдатов» и фермеры. 

## Население
| 1913 | 2002  | 2010  |
| ---- | ----- | ----- |
| 1415 | ↗1862 | ↘1834 |

Население 1906 чел. (2001), преимущественно мордва-эрзя.

## Инфраструктура
Школа, ДК, библиотека, медпункт, 5 магазинов; проведен газопровод.

## Достопримечательности
- Дом-музей С. Д. Эрьзи, открывшийся в 1976 году и являющийся филиалом Мордовского республиканского музея изобразительных искусств имени С. Д. Эрьзи — одна из главных достопримечательностей Республики Мордовия. Экспозиция дома-музея посвящена жизни и творчеству выдающегося творца. В октябре 1991 года у входа в музей установлен памятник С. Д. Эрьзе. Автор памятника — московский скульптор, заслуженный художник России Алдона Ненашева.[6].

## Люди, связанные с селом
Баево — родина всемирно известного художника и скульптора С. Д. Эрьзи, чьим именем названа одна из улиц села; Героя Социалистического Труда И. С. Китайкина, оперного певца Н. Ф. Рузавина.

## Баевское сельское поселение
В Баевскую сельскую администрацию входит разъезд Басово (0 чел.-2015 г.).

## Источник
- Энциклопедия Мордовия, С. Г. Девяткин.